# Tillandsia humilis
Tillandsia humilis es una especie de planta epífita dentro del género  Tillandsia, perteneciente a la  familia de las bromeliáceas. Es originaria de Perú.

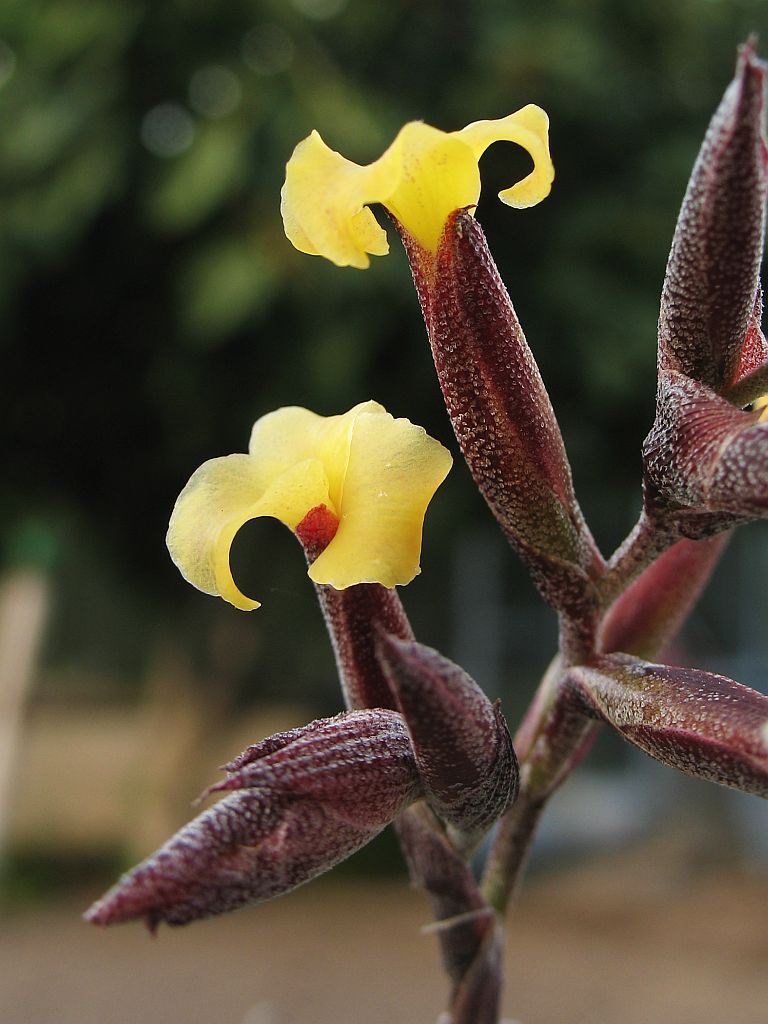
Flores

## Taxonomía
Tillandsia humilis fue descrita por Karel Presl y publicado en Reliquiae Haenkeanae 1(2): 125. 1827.
Etimología
Tillandsia: nombre genérico que fue nombrado por Carlos Linneo en 1738 en honor al médico y botánico finlandés Dr. Elias Tillandz (originalmente Tillander) (1640-1693).
humilis: epíteto latíno que significa "de bajo crecimiento"
Sinonimia
- Tillandsia aureobrunnea Mez
- Tillandsia dombeyi Baker
- Tillandsia mathewsii Baker	[3][4]